# Leonidas Kokas
Leonidas Kokas (griechisch Λεωνίδας Κόκας, * 3. Juni 1973 in Korçë, Albanien) ist ein ehemaliger griechischer Gewichtheber.

## Karriere
Kokas internationale Karriere begann mit der Teilnahme an den Weltmeisterschaften 1994 in Istanbul. Im Mittelschwergewicht bis 91 kg belegte er mit einer Zweikampfleistung von 360,0 kg (160,0 / 200,0 kg) den siebten Platz. Der Erstplatzierte Alexei Petrow erzielte 412,5 kg. Zu seinem nächsten Auftritt bei der Europameisterschaft 1995 in Warschau steigerte er sich auf 382,5 kg (170,0 / 212,5 kg) im Zweikampf und wurde mit diesem Ergebnisse Vierter. Seine Leistung im Stoßen bedeutete Silber in dieser Teildisziplin.
Im olympischen Jahr 1996 nahm Kokas am EU-Cup und an der EM teil, wo er 365,0 kg (165,0 / 200,0 kg) und 362,5 kg (162,5 / 200,0 kg) erzielte. Beides waren Leistungen, mit denen er auf den Olympischen Spielen keinerlei Medaillenchancen gehabt hätte. Jedoch konnte er in Atlanta mit 390,0 kg (175,0 / 215,0 kg) überraschen und gewann Silber hinter Petrow mit 402,5 kg und vor Oliver Caruso, der ebenfalls 390,0 kg erzielte aber schwerer war.
Nachdem Kokas 1997 an keinen internationalen Wettkämpfen teilgenommen hatte, startete er 1998 erstmals wieder im Mittelschwergewicht, das nach der Umstellung der Gewichtsklassen nun ein Limit von 94 kg hatte. Bei den EU-Meisterschaften in Rum und der EM in Riesa konnte er jeweils 365,0 kg in die Zweikampfwertung einbringen, steigerte sich zur Weltmeisterschaft in Lahti aber erneut auf 392,5 kg (175,0 / 217,5 kg) und gewann Bronze hinter seinem Landsmann Akakios Kachiasvilis mit 400,0 kg und Caruso mit 395,0 kg.
Auch die WM 1999 in Athen beendete Kokas als Dritter. Mit einer Leistung von 402,5 kg (185,0 / 217,5 kg) platzierte er sich hinter Kachiasvilis mit 412,5 kg und Szymon Kołecki mit 405,0 kg. Seinen letzten internationalen Wettkampf bestritt Kokas mit der WM 2001 in Antalya, wo er mit 390,0 kg (177,5 / 212,5 kg) den sechsten Platz belegte.

## Persönliche Bestleistungen
- Reißen: 185,0 kg in der Klasse bis 94 kg 1999 bei der WM in Athen
- Stoßen: 217,5 kg in der Klasse bis 94 kg 1999 bei der WM in Athen
- Zweikampf: 402,5 kg (185,0 / 217,5 kg) in der Klasse bis 94 kg 1999 bei der WM in Athen